# بریوزوفکا (شهرستان استرلیتاماکسکی، باشقیرستان)
بریوزوفکا (انگلیسی: Beryozovka, Sterlitamaksky District, Republic of Bashkortostan) یک شهرک در شهرستان استرلیتاماکسکی استان باشقیرستان کشور روسیه است.